# Elasto Mania
Elasto Mania, eller Elma är ett datorspel skapat ungraren Balázs Rózsa år 2000. Spelet är en motocrossimulator i 2D där man ska samla alla äpplen på banan och sedan ta en blomma för att komma i mål.
Spelet är en uppföljare till Across, "Action SuperCross", som släpptes oktober 1997.
Det finns totalt 54 inbyggda banor i spelet och det finns även en redigerare där man kan skapa egna banor.